# Delanymys brooksi
Delanymys brooksi је врста глодара (Rodentia) из породице Nesomyidae.

## Распрострањење
Ареал врсте је ограничен на мањи број држава. 
Врста је присутна у Бурундију, ДР Конгу, Руанди и Уганди.

## Станиште
Станишта врсте су шуме, бамбусове шуме, мочварна подручја и слатководна подручја, вероватно од 1.700 до 2.400 метара надморске висине.

## Угроженост
Ова врста се сматра рањивом у погледу угрожености врсте од изумирања.